# Verlag Österreich
Der Verlag Österreich ist ein Verlag für juristische Fachinformation mit Sitz in Wien. Als 100%-Tochterunternehmen der deutschen Wissenschaftlichen Verlagsgesellschaft ist er Teil der Mediengruppe Deutscher Apotheker Verlag, die zu den führenden Anbietern für wissenschaftliche Literatur im deutschsprachigen Raum gehört. Das Verlagsbüro befindet sich im 1. Bezirk Innere Stadt, im Regensburger Hof am Lugeck.

## Geschichte

### Ursprung Staatsdruckerei
Die Geschichte des Verlag Österreich reicht zurück bis in das Jahr 1804 mit der Gründung der k. k. Hof- und Staatsdruckerei durch Kaiser Franz II./I. Nach dem Zusammenbruch der Monarchie 1918 wurde diese als Österreichische Staatsdruckerei weitergeführt. Nach Umwandlung der Staatsdruckerei in eine Aktiengesellschaft im Jahr 1997 und Umfirmierung in Print Media Austria AG im Jahr 1999 wurde im selben Jahr die Österreichische Staatsdruckerei GmbH (OeSD) abgespalten und 2000 privatisiert.

### Verlag Österreich
Die heutige Verlag Österreich G.m.b.H. (FN 135894w) wurde mit 26. Juli 1995 im Firmenbuch eingetragen, ausgegliedert als Tochterunternehmen der Österreichischen Staatsdruckerei, der späteren Print Media Austria AG. Nach Genehmigung des Kartellgerichts wurde der Verlag Österreich im Oktober 2000, der damals „zweitgrößte juristische Fachverlag Österreichs“, im Zuge von weiteren Privatisierungsmaßnahmen der Österreichischen Industrieholding Aktiengesellschaft (ÖIAG) an die Jusline AG verkauft, deren Mehrheitseigentümer der ehemalige FPÖ-Politiker und Internetpionier Norbert Gugerbauer war. Geschäftsführer des Verlags wurde der bisherige Verlagsleiter Gottfried Lahner.
Im November 2008 wurde der Verlag Österreich von der Wissenschaftlichen Verlagsgesellschaft erworben. Im Mai 2011 wurde der Teilbetrieb Buchhandlung an die MANZ'sche Verlags- und Universitätsbuchhandlung GmbH verkauft. Im März 2012 übernahm der Verlag Österreich, wirtschaftlich rückwirkend mit Jahresbeginn, von der Springer-Verlag GmbH den Teilbetrieb „Fachbereich Rechtswissenschaften“, rechts- und wirtschaftswissenschaftliche Programm von SpringerWienNewYork. Mit Ende August 2021 wurde der Neue Wissenschaftliche Verlag (NWV) und dessen Programm nach 20-jährigem Bestehen in den Verlag Österreich eingegliedert.

## Publikationen
Das Verlagsprogramm umfasst Inhalte in den Bereichen Öffentliches Recht, Strafrecht, Zivil- und Unternehmensrecht aufbereitet für Wissenschaft, Justiz und die juristische Berufspraxis. Es verfügt über 2000 lieferbare Buchtitel und mehr als 20 Fachzeitschriften sowie verschiedene elektronische und Online-Angebote.
Bekannt ist der Verlag Österreich für die Herausgabe der amtlichen Sammlungen der Entscheidungen, Erkenntnisse und Beschlüsse aller drei österreichischen Höchstgerichte (Verfassungsgerichtshof, Verwaltungsgerichtshof und Oberster Gerichtshof). Dazu kommen zahlreiche weitere Standardwerke, wie die Großkommentare zum ABGB, zum Strafrecht, zum Bundesverfassungsrecht und zum Vergaberecht (vgl. Vergaberecht (Europäische Union)). Das Verlagsprogramm enthält Klassiker wie die Reine Rechtslehre von Hans Kelsen oder Nachschlagewerke wie den Österreichischen Amtskalender, das Verzeichnis aller österreichischen Ämter und Behörden.
Mit der Übernahme des rechtswissenschaftlichen Programms von SpringerWienNewYork wurde das Angebot um zahlreiche Wissenschaftstitel, die Reihe Forschungen aus Staat und Recht sowie Zeitschriften mit hohem wissenschaftlichem Anspruch, wie die Juristischen Blätter (JBl) oder die Zeitschrift für öffentliches Recht (ZöR) ergänzt. Darüber wuchs der Bereich der akademischen Lehrbücher auf knapp 70 Titel an.
Zu den klassischen Buch- und Zeitschriftenpublikationen bietet der Verlag Österreich auch Kombinationsprodukte aus Print- und Online-Medien an. Im Bereich Online kooperiert der Verlag seit März 2013 mit LexisNexis Österreich auf der Fachdatenbank Lexis 360®, auf der Inhalte aus sämtlichen Rechtsgebieten im Volltext zugänglich gemacht werden.
JURNET bzw. JURnet ist die verlagseigene Plattform des Verlag Österreich, auf der zielgruppenspezifische Produkte in Form von Fachmodulen online abgerufen werden können. Dazu zählen A-expert, AN-Schutz (ArbeitnehmerInnenschutz), Amtskalender und Abfallwirtschaft. Die Verlag Österreich eLibrary wendete sich speziell an den Bibliotheks- und Wissenschaftsbetrieb und bot seit 2015 Zugriff auf die Volltexte juristischer Bücher und Zeitschriften aus dem Verlagsprogramm. Im Herbst 2023 wurde das Programm der eLibrary in die BiblioScout der Mediengruppe Deutscher Apotheker Verlag umgezogen.